# Ciborij (arhitektura)
V cerkveni arhitekturi je ciborij (ciboron - κιβώριον v grščini) krošnja ali strešica, ki jo podpirajo stebri, prostostoječ v svetišču nad oltarjem v bazilikah ali drugih cerkvah. Morda je znan tudi po bolj splošnem izrazu baldahin, čeprav je ciborij bolj primeren za določene cerkve . Zgodnji ciboriji so imeli zavese, ki so visele iz palic med stebri, tako da je bil oltar lahko skrit pred občestvom v času liturgije. Manjši primeri lahko pokrivajo druge predmete v cerkvi. V zelo veliki cerkvi je ciborij učinkovit način vizualnega označevanja oltarja in poudarjanje njegovega pomena. Oltar in ciborij sta pogosto postavljena na podiju.
Ciborij je tudi pokrita, kelihu podobna posoda za shranjevanje posvečenih hostij. 

## Zgodovina
Ciborij je nastal v kontekstu širokega nabora nadstrešnic, častnih in praktičnih, ki so se v antičnem svetu uporabljale za kritje pomembnih oseb kot verskih podob ali predmetov. [3] Nekateri od njih so bili začasni in prenosni, vključno s tistimi, ki uporabljajo drogove in tekstil ter druge stalne strukture. Rimski cesarji so pogosto prikazani pod takšno strukturo, ki se pogosto imenuje edikula ('majhna hiša'), ki je v sodobni arhitekturni uporabi rezervirana za niši podobno strukturo, pritrjeno na steno, vendar je bila prvotno uporabljena širše. Primeri so vidni na številnih kovancih, Missoriumu Teodozija I., Kronografiji 354 in drugih poznoantičnih delih. Sveto od najsvetejšega judovskega jeruzalemskega templja, prostor, kjer je bil vhod prekrit z parokto, zaveso ali 'tančico', zagotovo je bila obravnavana kot precedens cerkve, naos, ki vsebuje kultno podobo v egipčanskem templju je morda primerljiva struktura.
Samostojna kupolasta ciboriju podobna struktura, ki je stala nad tem, kar naj bi bilo mesto Jezusove grobnice v baziliki Božjega groba v Jeruzalemu, se je imenovala edikula (aedicula) in je bila ključno znamenje romarjem, pogosto prikazana v umetnosti, na primer na Monza Ampullae . Ta struktura, postavljena v času Konstantina Velikega, je bila sama po sebi pomembna pri širjenju ideje ciborija nad oltarji. Kasnejša struktura, ki je zdaj na tem mestu, je veliko večja, s trdnimi kamnitimi zidovi; srebrne plošče, ki so pokrivale staro strukturo, so očitno uporabili za kovance, da so plačali vojsko, ki je branila Jeruzalem pred Saladinomv obupnih dneh leta 1187. Ciboriji so bili postavljeni nad svetiščem mučencev, ki so jih potem zgradili nad njimi, pri čemer naj bi bil oltar nad mestom kraj pokopa. Prav tako so služili za zaščito oltarja pred prahom in podobno iz visokih stropov, ki jih je mogoče le redko doseči. 
Verjetno je bil prvi pomemben primer nad oltarjem v [[Bazilika sv. Janeza v Lateranu, Rim |baziliki sv. Janeza v Lateranu v Rimu, ki ga je podaril Konstantin, ki so ga oplenili Vizigoti v 5. stoletju in je sedaj nadomeščen z veliko gotsko strukturo. Opisan kot fastigium v prvih virih, je bil verjetno ciborij. Kot večina velikih zgodnjih primerov so bili »iz srebra«, katerega teža je znana, verjetno pomeni, da so bili okrašeni s srebrnimi ploščami pritrjenimi na okvir iz lesa ali kamna. Noben zgodnji primer ni ohranjen, mnogi pa so zapisani v pomembnih cerkvah. Verjetno najzgodnejši ciborij, ki je v veliki meri ohranjen, je v baziliki svetega Apolinarija v Classe v Raveni (ne nad glavnim oltarjem), ki je datiran v leto 806-810, čeprav se zdi, da so stebri v baziliki svetega Ambroža v Milanu primer iz prvotne cerkve iz 4. stoletja.
Ciborij, ki ga je naročil Justinijan I. za Hagijo Sofijo v Konstantinoplu in ga je opisal Pavel Silentarij, je zdaj izgubljen. Bil je tudi srebrn z nielom, nadgrajen s »čistim zlatom, ki je tehtalo 53 kg in zlatimi lilijami, ki so tehtale po 1,8 kg in nad njimi zlati križ z dragocenimi in redkimi kamni, ki so tehtali 36 kg zlata« . Na strehi je bilo osem plošč, ki so dvigale svet in križ. 
Zgodnja srednjeveška Vzhodna pravoslavna cerkev je »usmerjala, da se evharistijo izvaja na oltarju s ciborijem, iz katerega je visela posoda, v kateri je bila posvečena hostija«, posoda včasih v obliki goloba. Zgodnje upodobitve Zadnje večerje v krščanski umetnosti, ki prikazuje obhajanje apostolov, kažejo, da čakajo, da prejmejo kruh in vino od Kristusa, ki stoji pod ali poleg ciborija, ki domnevno odraža sodobno liturgično prakso. Primer takšne vrste je v mozaiku v apsidi  stolnice svete Sofije v Kijevu, pod zelo veliko stoječo Marijo. 
Po besedah svetnika in patriarha Germanusa I. iz Konstantinopla iz 8. stoletja: »Ciborij predstavlja kraj, kjer je bil križan Kristus; za kraj, kjer je bil pokopan, je bil blizu in izhaja na baze. V cerkvi predstavlja jedrnato križanje, pokop in vstajenje Kristusa.
Primeri v pravoslavnih rokopisih večinoma kažejo zaokrožene strehe s kupolami, vendar so ohranjeni zgodnji primeri na zahodu pogosto s krožno krošnjo na štirih stebrih, pri čemer so bili stebri majhni in so podpirali dve ali več stopenj, ki so se dvigale do osrednjega okrasa, kar daje zelo odprt videz in omogoča da se sveče namestijo med stebri. Cosmatov primer v galeriji je podoben drugemu italijanskemu ciboriju iz 12. stoletja, ki je zdaj v Metropolitanskem muzeju umetnosti v New Yorku  in da je tak v bazilika svetega Nikolaja v Bariju. Z romaniko, zatrepnimi oblikami, kot pri baziliki svetega Ambroža ali tisti z ravnim vrhom, kot v Eufrazijevi baziliki ali svetem Marku v Benetkah, so bolj značilne.
V gotski arhitekturi se je zatrepna oblika že uporabljala pri svetem Ambrožu, zdaj z izrazito konico. Verjetno najzapletenejša je tista v baziliki sv. Janeza v Lateranu v Rimu, ki jo je zasnoval Arnolfo di Cambio, kasneje poslikal Barna da Siena. Stebri tukaj in v San Paolo Fuori le Mura so še vedno klasični, iz porfirja. Večina ohranjenih zgodnjih primerov je kamnitih, zlasti v Rimu in drugih delih Italije; ni jasno, kakšni so bili preprosti primeri, morda v lesu, nekoč v manjših cerkvah. 
- Majhen predromanski ciborij iz Italije.
- Bazilika svetega Nikolaja v Bariju
- Santa Maria Assunta, Lugnano v Teverini, Italija, Cosmatijevo delo
- San Paolo Fuori le Mura, Rim
- Bazilika sv. Janeza v Lateranu, Rim, delo Arnolfa di Cambia
- Cerkev Kristusovega vstajenja, Sankt Peterburg

## Oltarne zavese
Slike in dokumentarne omembe zgodnjih primerov imajo pogosto zavese, imenovane tetravela, ki so visele med stebri; te oltarne zavese so pokrivale in nato razkrivale pogled na oltar s strani občestva glede na obred – natančno kdaj je pogosto nejasno . Oltarne zavese so preživele padec ciborijev na vzhodu in na zahodu. Nekaj cerkva ima okoli oltarja še vedno zavese, ki so obešene zgoraj.  Takšna ureditev, odprta zgoraj, je razvidna iz Très Riches Heures du duc de Berry, najbolj znan in po najboljši ohranjen primer francoskega gotskega iluminiranega rokopisa, ki prikazuje pozno mednarodno gotsko fazo sloga . Poznosrednjeveške primere v severni Evropi so pogosto nadvladali angeli in drogovi, ne pa zavese, ki so jih obnovili v nekaterih novih ali prenovljenih angleško-katoliških cerkvah na predlog arhitekta Niniana Comperja in drugih okoli leta 1900.
V zgodnejših obdobjih so bile zavese zaprte pri najbolj slovesnem delu maše, kar je še danes v koptskih in armenskih cerkvah. Primerjava z bibličnim svetiščem Vseh svetih je namerna. Majhne kupolaste strukture, po navadi z rdečimi zavesami, ki so v zgodnjih evangeličanskih portretih pogosto prikazane pri svetniku, zlasti na vzhodu, predstavljajo ciborij, kakor tudi strukture, ki obkrožajo številne portrete srednjeveških vladarjev .
Ena zavesa je obešena, po navadi na steni, za oltarjem, se imenuje dosal.

## Druga uporaba
Ciborij, ki je bil pogosto precej manjši, je bil včasih postavljen tudi za pokrivanje določenih predmetov, predvsem ikon in relikvij , pa tudi manjši ciborij, ki je stal na, raje čez oltar, so tudi našli. Beseda se lahko uporablja tudi za nekatere velike kiparske strukture, ki stojijo za oltarjem, in pogosto nimajo krošnje ali niso pokrite, na primer v stolnici v Sieni. Lahko so samostojni ali zgrajeni ob steni, taka uporaba se prekriva z izrazom tabernakelj in retabel. Tipično gotsko obliko kanopne niše, ki obkroža kip, se lahko šteje kot »pomanjšana oblika ciborija«.
Zelo slaven ciborij, ki očitno ne stoji nad oltarjem, je bil tisti, ki je očitno deloval kot kvazi relikviarij ali simbolična grobnica za pogrešane ostanke svetega Demetrija v Solunu v Hagios Demetriosu, velika in pomembna cerkev, postavljena v Solunu nad grobom, v katerem je bil tradicionalno pokopan. Iz različnih opisov čudežev, povezanih z njim in prikazov v mozaiku se zdi, da je bila znotraj cerkve na eni strani ladje samostojna konstrukcija z vrati ali stenami iz plemenitih kovin. Bila je šesterokotna in narejena iz srebra; v notranjosti je bil kavč ali postelja. Na strehi so bile trikotne plošče dvigajoče do osrednje točke. Obnovljena je bila vsaj enkrat . Srednjeveški srednje velik ciborij iz 13. stoletja v kotu San Marca v Benetkah, znan kot capitello ('majhna kapela'), je bil uporabljen za prikaz pomembnih ikon in relikvij v srednjem veku. 

## Opuščanje in oživljanje
Ciborij je zdaj veliko redkejši v cerkvah tako na vzhodu kot tudi na zahodu, saj je uvedba drugih struktur, ki so zaslanjele oltar, kot je ikonostas na vzhodu in korna pregrada ali pulpitum na zahodu in manjši primeri so bili pogosto v nasprotju z velikimi oltarji, ki so se pojavili v poznejšem srednjem veku. Bilo je nekaj oživljanja, potem ko je renesansa ponovno odprla pogled na svetišče, a nikoli več ni postal običajen tudi v velikih cerkvah. Berninijev ogromen ciborij v baziliki svetega Petra v Rimu je znana izjema; je največji, ki se vedno imenuje baldahin . Veliko drugih baročnih oltarjev obkroža tega, a so pritrjeni ob steno in imajo na vsaki strani par stebrov, kar lahko namiguje na ciborij, ne da bi natančno uporabljal svojo obliko.
Neogotika je prinesla resnično samostojno vrnitev ciborija z nekaj priljubljenosti: Votivna cerkev na Dunaju ima velik gotski primer, ki je bil zasnovan leta 1856, Ninian Comper pa je zgradil številne, med drugim tudi za Pusey House v Oxfordu. Stolnica v Peterboroughu je neogotski primer, stolnica v Derbyju ima romansko majhne stebre pod neoklasicističnimi arhitravi in pedimentom. Westminstrska stolnica, neobizantinska zgradba, ima raztegnjeno različico iz leta 1894, z dodatnimi stebrički, ki so v tem kontekstu »odločno modernistični«. Gotski slog ciborija so si sposodili tudi za nekateri javni spomeniki, kot je Albertov spomenik v Londonu , kot je bilo v srednjem veku za Scaligerjeve grobnice v  Veroni.

## Izraza: ciborij ali baldahin?
Izraz "ciborium" v obeh pomenih naj bi izhajal iz posode v obliki skodelice egipčanske speciosuma nelumbiuma (vodne lilije), ki naj bi se uporabljala kot skodelica in podobna obliki kovinske skodelice in če jo obrneš, kupoli arhitekturnega elementa. Grovejev slovar umetnosti, katoliška enciklopedija in drugi viri, so nekoliko dvomljivi glede te etimologije, ki se vrača vsaj v poznoantični čas. Alternativa je izpeljati besedo iz cibes ('hrana'). Oba pomena besede sta se uporabljala v klasičnem obdobju. Beseda "baldahin" izhaja od luksuzne vrste tkanine iz Bagdada, iz katerega ime besede v angleščini je baudekin in druge črkovanje. Matthew Paris piše, da je Henrik III. v Angliji nosil haljo de preciosissimo baldekino na slovesnosti v Westminstrski opatiji leta 1247 . Beseda za tkanino je postala beseda za obredne nadstreške, izdelane iz tkanine.
Berninijev baldahin v svetem Petru v bronu posnema omenjeno tkanino in zato trditev, da se imenuje baldahin. Številni drugi baročni ciboriji in sekularni arhitekturni nadstreški so to kopirali, na primer  Bazilika Marije Snežne v Rimu. Vrh z volutami Berninijevega baldahina so kopirali tudi številni francoski arhitekti, ki so pogosto izdelovali strukture okoli oltarja brez krošnje ali strehe, le s stebri, razporejenimi v približni krivulji ("rotundski oltar"), le z arhitravom in volutami zgoraj. Primeri so v cerkvah Val-de-Grâce (François Mansart in Jacques Lemercier, 1660) in stolnica Saint-Louis-des-Invalides (Jules Hardouin Mansart, 1706) v Parizu, stolnica v Angersu, stolnica v Verdunu, Notre-Dame de Mouzon v Mouzonu, Saint-Sauveurju v Rennesu in bazilika Saint-Sauveur v Dinanu. Ti se običajno imenujejo baldahini (ne pri Angersu), mnogi pa so gotovo odstopili od tradicionalne oblike ciborija. V stolnici v Wormsu je primer rokokojskega nemškega sloga; številne nemške rokokojske cerkve uporabljajo podobne sloge z apsidno steno. Poleg tega je Katoliška enciklopedija iz leta 1913 v členu baldachin in ciborium očitno v 20. stoletju izbrala uradno ciborium samo za posodo in baldahin za vse arhitekturne oblike .  Arhitekturni zgodovinarji navadno raje uporabljajo ciborij vsaj za vse štirikotne strešne oblike.
- Pravoslavni ciborij iz 17. stoletja iz cerkve preroka Ilije, Jaroslav
- Scaligerjeve grobnice, Verona, v ospredju grobnica Cansignoria in Mastino II. za njim.
- Francoska "oltarna rotunda", z volutastim zaključkom na vrhu, Bernini (bazilika Saint-Sauveur v Rennesu)
- Votivna cerkev, Dunaj, zgrajena 1856
- Stolnica v Sieni
- Bazilika svete Marije, Kraków, Poljska, ob steni.
- Oltarna zavesa v armenskem samostanu
- Bakren baldahin v Sint-Janskerk v Waalwijku (Nizozemska) s streho iz usnja, 1924